# Black Bastards
Black Bastards (o Bl_ck B_st_rds) è un album del gruppo hip hop KMD, pubblicato nel 2001 dall'etichetta discografica Sub Verse Records. L'album sarebbe dovuto uscire nel 1994, ma la Elektra Records, che doveva pubblicarlo, ne impedì la pubblicazione, a causa di una controversia riguardante la copertina dell'album, raffigurante un afroamericano, tratteggiato in modo chiaramente offensivo, impiccato e a causa delle liriche legate alle idee dei Five-Percenter. Nonostante queste siano le critiche al tempo rivolte all'album, al suo interno non ci sono liriche espressamente collegabili alla retorica dei Five-Percenter e il progetto non ha certo toni razzisti. Il fratello di Zev Love X, DJ Subroc, morì, travolto da un pirata della strada, poco prima della pubblicazione dell'album.
Alcune tracce demo e rarità furono pubblicate nel 1998, all'interno di un EP dal titolo Black Bastards Ruffs + Rares.
L'album fu ristampato nel 2008 da MF DOOM (Zev Love X), per la sua etichetta, Metal Face Records.

## Tracce
| #  | Title                                    | Producer(s) | Performer(s)                                        | Time |
| -- | ---------------------------------------- | ----------- | --------------------------------------------------- | ---- |
| 1  | "Garbage Day #3"                         | Subroc      | *Interlude*                                         | 2:14 |
| 2  | "Get-U-Now"                              | Subroc      | Zev Love X                                          | 2:27 |
| 3  | "What A Nigga Know?"                     | KMD         | Zev Love X, Subroc                                  | 3:26 |
| 4  | "Sweet Premium Wine"                     | Subroc      | Zev Love X, Subroc                                  | 3:09 |
| 5  | "Plumskinzz (Loose Hoe, God & Cupid)"    | KMD         | Zev Love X                                          | 1:43 |
| 6  | "Smokin' That Shit"                      | Subroc      | Zev Love X, Kurious, Earth Quake, Lord Sear, Subroc | 4:40 |
| 7  | "Contact Blitt"                          | Zev Love X  | Zev Love X                                          | 2:42 |
| 8  | "Gimme"                                  | KMD         | Subroc                                              | 3:50 |
| 9  | "Black Bastards"                         | Subroc      | Zev Love X                                          | 4:00 |
| 10 | "It Sounded Like A Roc!"                 | Subroc      | Subroc                                              | 4:34 |
| 11 | "Plumskinzz (Oh No I Don't Believe It!)" | Subroc      | Zev Love X                                          | 1:40 |
| 12 | "Constipated Monkey"                     | KMD, Q4     | Zev Love X                                          | 2:47 |
| 13 | "Fuck Wit Ya Head"                       | KMD         | H20, CMOB, Zev Love X, Subroc                       | 4:35 |
| 14 | "Suspended Animation"                    | KMD         | Zev Love X                                          | 2:20 |
| 15 | "What A Nigga Know? (Remix)"             | KMD         | Zev Love X, MF Grimm                                | 3:36 |
| 16 | "Q3-113"                                 | KMD         | Subroc                                              | 1:10 |